# ササンドラ川

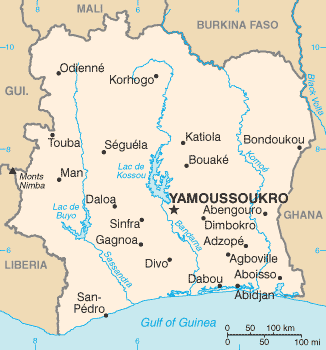
コートジボワールの地図。ササンドラ川は国土の西側を流れている。

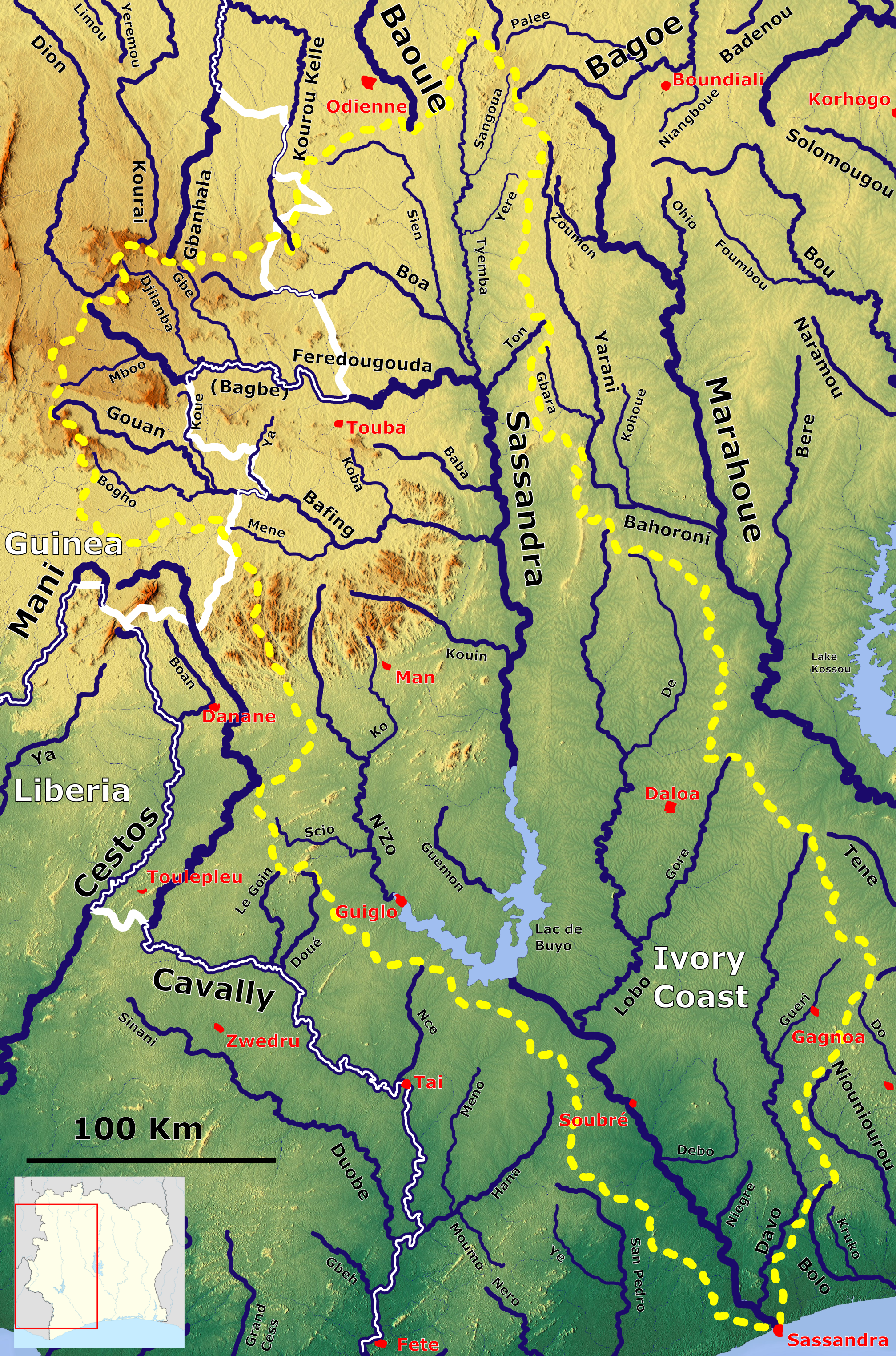
ササンドラ川流域地図

ササンドラ川（Sassandra River）は、西アフリカのコートジボワール西部を流れる川である。

## 概要
650kmの延長を持つ川であり、コートジボワール北西の高原から流れるティエンバ川およびギニア高原の西から流れるグアン川（Gouan、バフィン・スッド川（Bafing Sud）としても知られる）と合流している。ササンドラ川は南南東の方角へ流れており、最終的に大西洋のギニア湾へ繋がっている。
現在は水力発電所でもあるブヨダム（Barrage de Buyo）は、ブヨ湖と呼ばれる貯水池を作るために、河川中流域であるンゾ川（N'zo）合流地点の下流近くに1980年代に建設された。
さらに、ダボ川（Davo）との合流地点は、ササンドラ川が海に流れ込む直前の場所である。なお、港湾都市であるササンドラは、川とギニア湾との合流点に広がっている。
また、ササンドラ川は西ギニア低地森林と東ギニア森林間におけるエコリージョンの境界となっている。三角江、汽水域の湿地、淡水の沼地林、河畔林、ラグーンおよびカズザキヒルギ、ブラックマングローブ、ボタンマングローブのマングローブが発達している河口一帯には霊長類、爬虫類、リクガメ、ウミガメ、大型哺乳類、コウモリおよびサギ類、カモメ類など208種以上の鳥類などが生息しており、2005年にラムサール条約登録地となった。 